# Liliput (modelspoor)

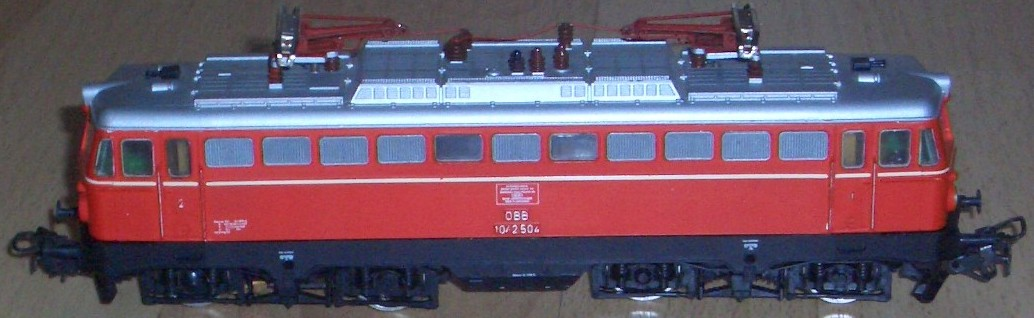
Liliput model van ÖBB-loc 1042 504.

Liliput is een van oorsprong Oostenrijkse fabrikant van modeltreinen in tweerail-gelijkstroom.
Behalve in de schaal H0 is Liliput ook bekend van haar collectie in de schaal H0e. Dat zijn H0-modellen van treinen die rijden op smalspoor met een spoorwijdte van 750 of 760 mm. Omgerekend naar schaal 1:87 geeft dat een spoorwijdte van 9 mm wat gelijk is aan spoor N. De rails zijn echter geheel volgens voorbeeld en de biels staan dan ook verder uit elkaar.
In Oostenrijk waren en zijn kleinere spoorwegbedrijven die rijden op smalspoor van 760 mm. Bekend is bijvoorbeeld de Zillertalbahn, die een lijn exploiteert tussen Jenbach en Mayrhofen.
Verder is Liliput bekend van haar exclusieve modellen van minder voor de hand liggende stoomlocomotieven, zoals de series 05 en de 45.
De onderneming is sinds 2008 ondergebracht in de Britse Bachman groep.